# Rudolph Koepp

Rudolph Koepp

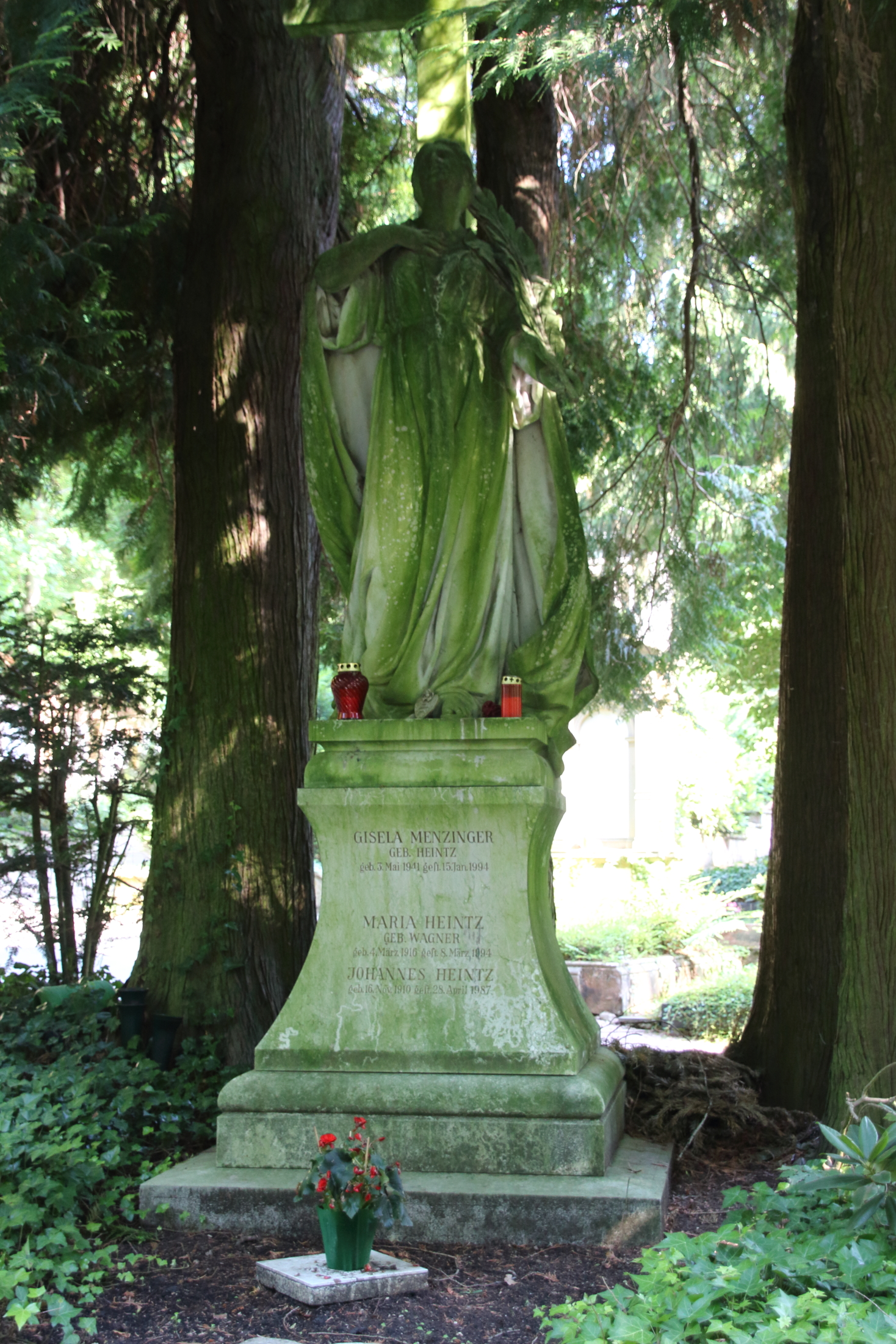
Ehemaliges Grabmal Rudolph Koepps auf dem Nordfriedhof in Wiesbaden

Theodor Rudolph August Koepp (* 16. Februar 1830 in Biebrich; † 6. April 1897 in Wiesbaden) war Chemiker, Unternehmer und Mitglied des Deutschen Reichstags.

## Leben
Koepp wurde als siebtes Kind des herzoglich-nassauischen Oberkellermeisters Friedrich Reinhard Koepp in Biebrich geborgen. Er besuchte das Realgymnasium in Wiesbaden und studierte Naturwissenschaften an den Universitäten Würzburg und Marburg. Er widmete sich der chemischen Industrie und gründete 1859 die Firma Rudolph Koepp & Co. Chemische Werke in Oestrich, die als erste in Deutschland Oxalsäure und Ameisensäure industriell produzierte.
Ab 1888 bis zu seinem Tode 1897 war Koepp Präsident der IHK Wiesbaden, von 1893 ebenfalls bis zu seinem Tode Mitglied des Deutschen Reichstags für den Wahlkreis Regierungsbezirk Wiesbaden 2 Wiesbaden, Rheingau, Untertaunus und die Freisinnige Vereinigung.
Er war der Onkel des Archäologen Friedrich Koepp.

## Ehrungen
Koepp erhielt zu Lebzeiten den Ehrentitel „Königlich preußischer Kommerzienrat“.
In Oestrich wurde unweit des Fabrikgeländes eine Straße nach Koepp benannt.▼